# Justin Georges Ebengue
Justin Georges Ebengue (* 18. Mai 1970) ist ein kamerunischer römisch-katholischer Geistlicher und Bischof von Yokadouma.

## Leben
Justin Georges Ebengue absolvierte das Propädeutikum in Doumé und studierte anschließend Philosophie und Theologie am interdiözesanen Priesterseminar Notre-Dame de l’Espérance in Bertoua. Nach weiteren Studien an der Université Catholique d’Afrique Centrale erwarb er das Lizenziat in Kanonischem Recht. Am 18. Februar 2006 empfing er das Sakrament der Priesterweihe für das Bistum Batouri.
Nach der Priesterweihe war er einige Zeit in der Pfarrseelsorge tätig und leitete das Knabenseminar in Doumé. Im Bistum Doumé-Abong’ Mbang war er Kanzler der Diözesankurie sowie Diözesanverantwortlicher für die Pastoral und die Katechese. Von 2017 bis 2018 war er während der Sedisvakanz Vertreter des Apostolischen Administrators von Batouri. Er war Rektor der Kathedrale und gehörte dem Konsultorenkollegium, dem Priesterrat sowie dem diözesanen Wirtschaftsrat an. Bis 2023 war er zudem Generalvikar des Bistums Batouri. Seither war er Regens des interdiözesanen Priesterseminars Notre-Dame de l’Espérance in Bertoua.
Am 11. Januar 2025 ernannte ihn Papst Franziskus zum Bischof von Yokadouma. Der Erzbischof von Douala, Samuel Kleda, spendete ihm am 1. März desselben Jahres im Gemeindestadion von Yokadouma die Bischofsweihe. Mitkonsekratoren waren sein Amtsvorgänger Paul Lontsié-Keuné, Bischof von Bafoussam, und der Bischof von Batouri, Marcellin-Marie Ndabnyemb.